# 정극상
정극상(鄭克塽, 1670년 8월 13일 ~ 1717년 9월 22일, 재위 1681년 ~ 1683년)은 정경(鄭經)의 둘째 아들이며 서자(庶子)이자 정극장(鄭克藏)의 이복 동생이며, 동녕국의 마지막 왕이다.
그의 존재는 영국 상인의 기록에 의해 유럽에도 알려졌으며 이때 동녕국은 신번(新藩, Sinpouan, 대만어 발음은 Sin-phoan）또는 타이완으로 알려져 그는 타이완의 왕(臺灣王, King of Tywan)으로 유럽에 알려졌더, 일본측 문헌 《나가사키야초 (長崎夜話草)》에는 그를 동해왕(東海王)이라 부른다. 청나라 강희제로부터 받은 작위는 한군공(漢軍公)으로 일부 문헌에는 그를 한군공으로도 부른다.

## 생애
부왕은 연평문왕 정경(延平文王 鄭經)이고 모후는 그의 측실 황여랑(黃和娘)이다. 연평문왕 정경의 서자(庶子)로 출생한 그는 정왕국의 거물급 고명대신 풍석범(馮錫範)의 딸과 결혼하였다. 그의 존재는 영국 상인의 기록에 의해 유럽에도 알려졌으며 이때 동녕국은 신번(新藩, Sinpouan, 대만어 발음은 Sin-phoan）또는 타이완으로 알려져 그는 타이완의 왕(臺灣王, King of Tywan)으로 유럽에 알려졌다.
일본측 문헌 《나가사키야초 (長崎夜話草)》에는 그를 동해왕(東海王)이라 부른다. 동해왕이 그의 당시 직책을 말하는지, 혹은 즉위 전 선왕 정경 혹은 정극장으로부터 봉해진 작위인지 여부는 다소 불확실하다.
빙부 풍석범은 이복 형 정극장의 왕위 계승을 못마땅하게 생각하였는데 풍석범 일당이 정변을 기도, 정극장을 음모로 살해한 후 그를 왕으로 옹립시켜 연평군왕(延平郡王)의 자리를 물려받아 정씨왕국의 3대 국왕이 되었다.
1681년부터 1683년까지 재위하는 동안 장인 풍석범(馮錫範)이 섭정을 맡았다.
정극상은 즉위 당시 12살에 불과했으므로 나라의 실권은 풍석범이 쥐게 되었다. 그러나 정극상의 즉위는 정당하지 않은 방법으로 정극장을 제거하고 이루어진 일이었기에 민심을 얻지 못했으며, 풍석범이 제멋대로 국사를 처리하고 청나라의 침공에 대비한다는 명목하에 세금을 올리고 과중한 부역을 부과하면서 백성들의 원성이 높아졌다.
청나라는 정씨왕국이 안으로부터 무너져 가고 있음을 간파하고 수사제독(水師提督) 시랑(施琅)으로 하여금 대만을 점령하도록 했다. 정씨왕국에서는 무평후(武平候) 유국헌(劉國軒)에게 막을 것을 명령했으나 시랑이 펑후(澎湖) 해전에서 크게 정군(鄭軍)의 함대를 격파하고, 펑후제도를 점령하였다.(1683년) 유국헌은 대패하여 간신히 타이완섬으로 도망쳐 왔다. 시랑은 정극상에게 항복을 권하는 글을 보내어 항복하면 목숨은 부지할 수 있다는 점을 강조하였다. 풍석범은 결국 정극상에게 청나라에 항복할 것을 권하였다. 7월 5일, 풍석범은 정득소(鄭得瀟)에게 명하여, 항복의 글을 쓰게 하였다.
정씨왕국에서는 정극상을 풍석범 등과 더불어 한때 필리핀으로 달아나게 하는 방안도 고려했으나, 결국 체념한 정극상은 시랑에게 사자를 보내어 항복의 뜻을 전하고 대만에서 살아가게 해달라고 간청했다. 그러나 시랑은 이를 거부하고 정씨왕국의 주요 인물들이 직접 나와서 항복하라고 했다. 결국 정극상은 청나라에 항복하여 북경(北京)으로 올라가 강희제를 알현하고 한군정황기(漢軍正黃旗)에 보내졌다가 다시 정홍기 한군공(正紅旗漢軍公)에 봉해졌으며, 이로써 정성공이 명나라의 부활을 꿈꾸며 세운 정씨왕국은 3대 22년 만에 멸망했다.

## 둘러보기
| 전임 정경 (재위 1662 - 1681) | 제3대 정씨왕국 국왕 1681년 - 1683년 | 후임 정씨왕국 멸망 |

## 같이 보기
- 동녕국
- 대만의 역사